# 만프레트 부르크스뮐러
만프레트 "마니" 부르크스뮐러(독일어: Manfred "Manni" Burgsmüller, 1949년 12월 22일, 노르트라인-베스트팔렌 주 에센 ~ 2019년 5월 18일, 노르트라인-베스트팔렌 주 에센)는 독일의 전 프로 축구 선수로, 현역 시절 스트라이커로 활약했다. 그는 간혹 미드필더로 활약하기도 했다.
그는 17 시즌 동안 주로 도르트문트와 베르더 브레멘에서 활약하며 447번의 분데스리가 경기에 출전해 213골을 기록했다. 40대에 들어 현역에서 은퇴한 후, 그는 미식축구에서 플레이스키커로 활약했다.

## 축구 경력
초년 시절, 부르크스뮐러는 고향의 로트-바이스 에센과 바이어 위어딩겐에서 2차례씩 활약했다. 지역 리그에서 활약하던 위어딩겐에서의 1기에, 그는 2년 동안 각각 29골, 22골을 기록했다. 에센에서 골맛을 보지 못했던 그는 1974년에 복귀한 후 연 평균 16골을 득점했다. 1976년 10월, 부르크스뮐러는 위어딩겐을 떠나 도르트문트에 입성했다. 그는 도르트문트 시절에 대체로 미드필더로 화량ㄱ했지만, 개인적으로도 많은 득점을 올렸는데, 분데스리가 무대에서 매년 15골 이상을 득점했다. 1980-81 시즌, 그는 1부 리그 개인 최다인 27골을 기록해 이 시즌 우승을 거둔 바이에른 뮌헨의 카를-하인츠 루메니게와 2골 차이로 득점 2위로 마쳤지만, 노르트라인-베스트팔렌 주 연고의 구단은 리그 7위에 그쳤다.
1983-84 시즌에 뉘른베르크를 1년 거친 부르크스뮐러는 2부 리그의 로트-바이스 오버하우젠으로 이적했다. 그는 1년차에 소속 구단의 강등을 면하는 주요 선수로 활약해 29골을 기록해 득점 2위와 12골 차이로 득점왕에 등극했다.
부르크스뮐러는 그 다음 시즌에도 다득점으로 시작했는데, 15번의 경기에서 7골을 기록했다. 1985년 11월, 거의 36세가 된 부르크스뮐러는 베르더 브레멘으로 이적해 1부 리그 무대로 복귀해 또 다시 성공기를 맞이했다: 그는 2-1로 이긴 묀헨글라트바흐와의 경기에서 득점을 신고했고, 3번째 출전 경기인 슈투트가르트와의 안방 경기에서는 2호, 3호골을 득점해 6-0 완승을 견인했고, 1985-86 시즌 분데스리가 20경기에서 13골을 득점했고, 베르더 브레멘은 이 시즌 리그를 준우승으로 마쳤다. 노련한 부르크스뮐러는 브레멘에서 115번의 경기에 출전해 34골을 득점하여 1987-88 시즌 리그 우승 당시 주축 선수로 활약했다.
1988년 10월 11일, 부르크스뮐러는 5-0으로 이긴 동독 BFC와의 1988-89 시즌 유러피언컵 경기에서 베르더 브레멘의 4번째 골을 기록해 38세 293일로, 대회 역대 최고령 선수로 등극했다. 이 기록은 2023년에 포르투의 페페가 40세 241일의 나이로 경신했다.
부르크스뮐러는 41세를 앞두고 은퇴했는데, 앞서 서독 국가대표팀 경기에서 3개월 동안 열린 친선경기에 3번 출전했다. 그의 첫 국가대표팀 경기는 1977년 11월 16일에 열린 스위스전이었다.

## 축구 은퇴 후
부르크스뮐러는 1996년에 NFL 유럽 무대에 라인 파이어의 플레이스키커로 1996년부터 2002년까지 활약해 52세로 미식축구 역사상 최고령 선수로 기록되었다. 그는 1998년과 2000년에 2차례 월드 볼 우승을 거두었다.
부르크스뮐러는 2019년 5월 18일 에센에서 영면에 들었다.
2019년 8월 1일, 에센 출신 선수의 지지자들은 영국의 축구 기자 벤 맥페이든의 제안으로 케밍하우젠의 자선 축구 행사를 기획했다. 이 경기에 2,000명의 관중이 모여 €10,000의 수익을 벌어들였고, 이는 킨더라헨 어린이 재단에 기부되었다.

## 경력 통계

### 클럽
| 구단                   | 시즌      | 리그          | 리그 | 리그 | DFB-포칼 | DFB-포칼 | 유럽 | 유럽 | 기타 | 기타 | 합계 | 합계 |
| 구단                   | 시즌      | 리그명        | 출장 | 골   | 출장     | 골       | 출장 | 골   | 출장 | 골   | 출장 | 골   |
| ---------------------- | --------- | ------------- | ---- | ---- | -------- | -------- | ---- | ---- | ---- | ---- | ---- | ---- |
| 로트-바이스 에센       | 1968–69   | 레기오날리가  | 2    | 0    | 0        | 0        | —    | —    | —    | —    | 8    | 0    |
| 로트-바이스 에센       | 1969–70   | 분데스리가    | 8    | 0    | 0        | 0        | —    | —    | —    | —    | 8    | 0    |
| 로트-바이스 에센       | 1970–71   | 분데스리가    | 2    | 0    | 0        | 0        | —    | —    | —    | —    | 2    | 0    |
| 로트-바이스 에센       | 합계      | 합계          | 12   | 0    | 0        | 0        | —    | —    | —    | —    | 12   | 0    |
| 바이어 위어딩겐        | 1971–72   | 레기오날리가  | 34   | 22   | 0        | 0        | —    | —    | —    | —    | 34   | 22   |
| 바이어 위어딩겐        | 1972–73   | 레기오날리가  | 33   | 29   | 0        | 0        | —    | —    | —    | —    | 33   | 29   |
| 바이어 위어딩겐        | 1973–74   | 레기오날리가  | 34   | 29   | 0        | 0        | —    | —    | —    | —    | 34   | 29   |
| 바이어 위어딩겐        | 합계      | 합계          | 101  | 80   | 0        | 0        | —    | —    | —    | —    | 101  | 80   |
| 로트-바이스 에센       | 1974–75   | 분데스리가    | 34   | 18   | 6        | 5        | —    | —    | —    | —    | 40   | 23   |
| 로트-바이스 에센       | 1975–76   | 분데스리가    | 30   | 14   | 1        | 0        | —    | —    | —    | —    | 31   | 14   |
| 로트-바이스 에센       | 합계      | 합계          | 64   | 32   | 7        | 5        | —    | —    | —    | —    | 71   | 37   |
| 바이어 위어딩겐        | 1976–77   | 2. 분데스리가 | 7    | 1    | 2        | 3        | —    | —    | —    | —    | 9    | 4    |
| 도르트문트             | 1976–77   | 분데스리가    | 24   | 14   | 2        | 0        | —    | —    | —    | —    | 26   | 14   |
| 도르트문트             | 1977–78   | 분데스리가    | 34   | 20   | 2        | 1        | —    | —    | —    | —    | 36   | 21   |
| 도르트문트             | 1978–79   | 분데스리가    | 33   | 15   | 5        | 5        | —    | —    | —    | —    | 38   | 20   |
| 도르트문트             | 1979–80   | 분데스리가    | 34   | 20   | 6        | 9        | —    | —    | —    | —    | 40   | 29   |
| 도르트문트             | 1980–81   | 분데스리가    | 33   | 27   | 3        | 1        | —    | —    | —    | —    | 36   | 28   |
| 도르트문트             | 1981–82   | 분데스리가    | 34   | 22   | 3        | 4        | —    | —    | —    | —    | 37   | 26   |
| 도르트문트             | 1982–83   | 분데스리가    | 32   | 17   | 5        | 3        | 2    | 0    | —    | —    | 39   | 20   |
| 도르트문트             | 합계      | 합계          | 224  | 135  | 26       | 23       | 2    | 0    | —    | —    | 252  | 158  |
| 뉘른베르크             | 1983–84   | 분데스리가    | 34   | 12   | 1        | 0        | —    | —    | —    | —    | 35   | 12   |
| 로트-바이스 오버하우젠 | 1984–85   | 2. 분데스리가 | 35   | 29   | 1        | 1        | —    | —    | —    | —    | 36   | 30   |
| 로트-바이스 오버하우젠 | 1985–86   | 2. 분데스리가 | 15   | 7    | 1        | 2        | —    | —    | —    | —    | 16   | 9    |
| 로트-바이스 오버하우젠 | 합계      | 합계          | 50   | 36   | 2        | 3        | —    | —    | —    | —    | 52   | 39   |
| 베르더 브레멘          | 1985–86   | 분데스리가    | 20   | 13   | —        | —        | —    | —    | —    | —    | 20   | 13   |
| 베르더 브레멘          | 1986–87   | 분데스리가    | 30   | 8    | 2        | 0        | 2    | 0    | —    | —    | 34   | 8    |
| 베르더 브레멘          | 1987–88   | 분데스리가    | 26   | 6    | 4        | 0        | 8    | 2    | —    | —    | 38   | 8    |
| 베르더 브레멘          | 1988–89   | 분데스리가    | 28   | 6    | 4        | 4        | 4    | 1    | 1    | 0    | 37   | 11   |
| 베르더 브레멘          | 1989–90   | 분데스리가    | 11   | 1    | 2        | 2        | —    | —    | —    | —    | 13   | 3    |
| 베르더 브레멘          | 합계      | 합계          | 115  | 34   | 12       | 6        | 14   | 3    | 1    | 0    | 142  | 43   |
| 경력 합계              | 경력 합계 | 경력 합계     | 607  | 330  | 50       | 40       | 16   | 3    | 1    | 0    | 674  | 373  |

1. 1 2 3  UEFA컵 출장 기록
2. ↑  유러피언컵 출장 기록
3. ↑  DFB-슈퍼컵 출장 기록

### 국가대표팀
| 국가대표팀 | 연도 | 출장 | 골 |
| ---------- | ---- | ---- | -- |
| 서독       | 1977 | 2    | 0  |
| 서독       | 1978 | 1    | 0  |
| 합계       | 합계 | 3    | 0  |

## 수상
베르더 브레멘
- 분데스리가: 1987–88
- DFB-포칼 준우승: 1988–89, 1989–90
- DFB-슈퍼컵: 1988[7]

라인 파이어
- NFL 유럽: 1998, 2000